# Colonização de Mercúrio

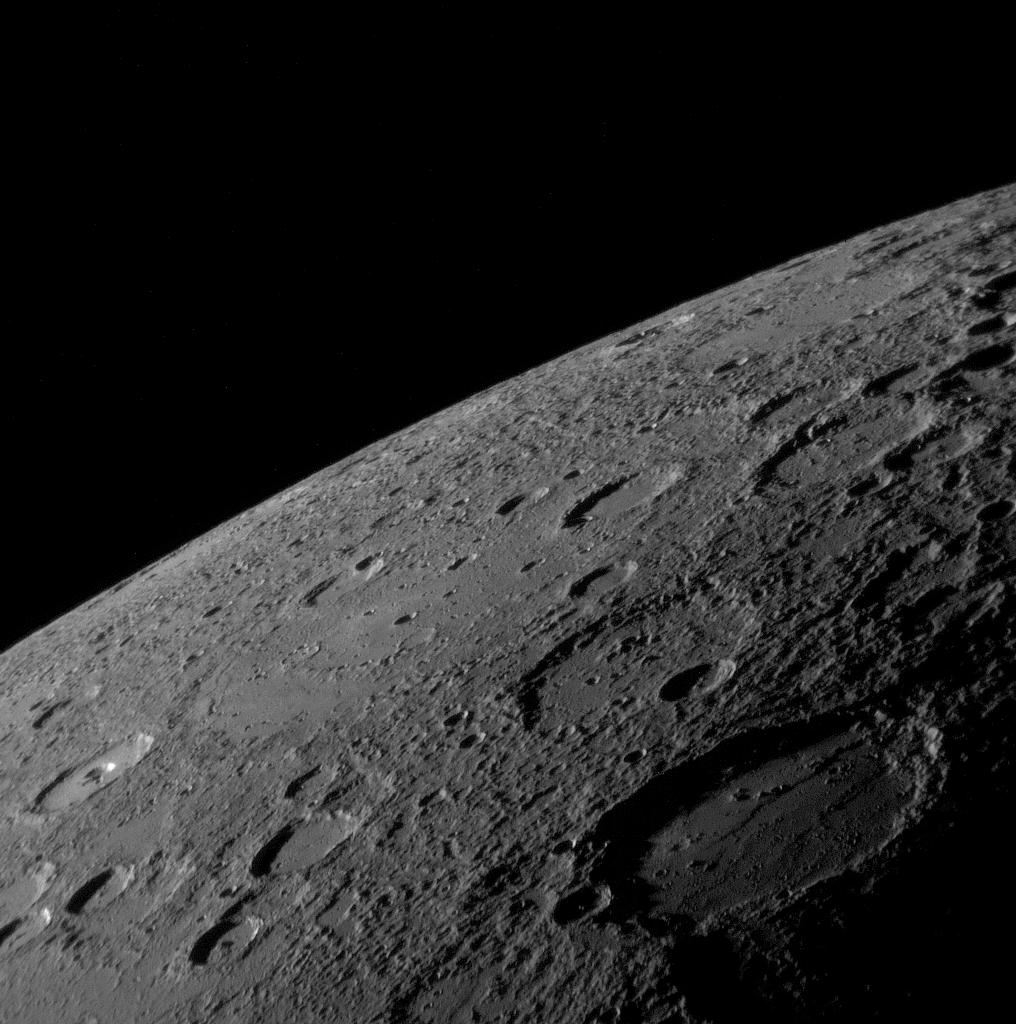
A colonização de Mercúrio já foi por vezes sugerida, juntamente com Marte, Vênus e Lua.

No âmbito da exploração espacial, a colonização de Mercúrio já foi por vezes sugerida, juntamente com as de Marte, de Vênus e da Lua. As colônias permanentes, teoricamente, seriam restritas às regiões polares, devido às temperaturas extremas do dia em outras partes no planeta.

## Vantagens

### Similaridade à Lua
Mercúrio não tem uma atmosfera significativa e executa rotações lentas com uma inclinação axial muito pequena. Por causa desta similaridade com a Lua, a colonização de Mercúrio pode ser executada com a mesma tecnologia e equipamentos gerais que serão usados na colonização de nosso satélite natural. Ao contrário da Lua, entretanto, Mercúrio tem a vantagem adicional de um campo magnético que o protege de raios cósmicos e de tempestades solares.

### Gelo em crateras polares
Devido a sua distância do Sol, a temperatura da superfície de Mercúrio pode alcançar 700 °K (427 °C), inapropriado para o estabelecimento de colônias humanas. No entanto, a temperatura nas regiões polares é muito menor e pode haver depósitos de gelo permanentes nelas. As áreas polares não experimentam a variação extrema na temperatura vista em áreas mais equatoriais da superfície de Mercúrio.

### Energia solar
Por ser o planeta o mais próximo ao Sol, Mercúrio tem quantidades vastas de energia solar disponíveis. Sua constante solar é de 9,13 kW/m, 6,5 vezes maior do que a Terra ou a Lua. A inclinação axial de Mercúrio mede aproximadamente 0,01°, o que possibilita a existência picos de luz eterna - pontos elevados situados nos pólos do planeta que são afetados continuamente pela radiação sol. Mesmo se não existirem, existe a possibilidade de sua construção artificial.

### Recursos
Existem pesquisas que sugerem que o solo de Mercúrio pode conter grandes quantidades de hélio 3, que poderia ser usado como combustível em futuras centrais elétricas nucleares na Terra, o que excitaria a futura economia do sistema solar.

### Gravidade considerável
Mercúrio é maior do que a Lua, com um diâmetro de 4 879 quilômetros, contra 3 476 quilômetros do nosso satélite natural, e tem uma densidade mais elevada, devido a seu grande núcleo de ferro. Em consequência, a aceleração da gravidade na superfície de Mercúrio é 0,377 G, mais de duas vezes a aceleração da gravidade da Lua (0,1654 G) e praticamente igual à gravidade na superfície de Marte. Levando em consideração a evidência dos problemas de saúde humana associados com a exposição prolongada à gravidade baixa, Mercúrio pode ser mais atrativo para a colonização humana do que a Lua, a longo prazo.

## Dificuldades
A falta de uma atmosfera substancial, a proximidade ao Sol e os dias solares longos (176 dias terrestres) são desafios significativos para qualquer estabelecimento humano. Uma colônia permanente seria restringida quase certamente às regiões polares, mas excursões provisórias para o equador de Mercúrio poderiam ocorrer durante a noite. Fora a possibilidade de gelo nos pólos, é improvável que os elementos mais necessários para a vida existam no planeta. Estes teriam de ser importados.